# Dornoch (circonscription du Parlement d'Écosse)
Pour l’article homonyme, voir Dornoch.
Dornoch dans le Sutherland était un burgh royal qui a élu un Commissaire au Parlement d'Écosse et à la Convention des États.
Après les Actes d'Union de 1707, Dornoch, Dingwall, Kirkwall, Tain et Wick ont formé le district de Tain, envoyant un membre à la Chambre des communes de Grande-Bretagne.

## Liste des commissaires de burgh
- 1661: Alexander Gordon [1]
- 1685–86, 1689 (convention), 1689–90: Captain George Gordon (mort vers 1692) [2]
- 1692–1702: John Anderson le jeune de Westertoun [2]
- 1702–07: John Urquhart de Meldrum [3]